# 파륙한씨
파륙한씨(중국어 정체자: 破六韓氏, 병음: Pòliùhán)는 기원전 4세기부터 기원후 2세기까지 북아시아에 존재했던 유목제국 흉노의 성씨 가운데 하나이며, 흉노의 우곡려왕(右谷蠡王)이었던 반륙해(潘六奚)가 위나라에 귀의한 뒤 자손들이 반륙해를 파륙한으로 바꾼 것에서 이름이 유래했다. 다른 표기로는 파륙한씨(破六汗氏)라고도 한다.